# Wapen van Genk

Het wapen van Genk

Het wapen van Genk werd op 3 januari 1951 officieel toegekend aan de gemeente Genk. Op 6 oktober 1992 werd het, met een nieuwe omschrijving, in gebruik bevestigd.

## Blazoeneringen
Genk heeft twee wapenbeschrijvingen, maar het wapen zelf is niet gewijzigd.

### Eerste blazoenering
De blazoenering luidt als volgt:
Verdeling : de 1e, met dwarsstrepen van goud en keel van tien stukken, wat Looz is; de 2e, van lazuur met een Sint-Maarten te paard die zijn mantel met een arme deelt, het geheel van goud.
Het wapen is gedeeld met in het eerste vlak het wapen van Loon. Het tweede vlak is blauw van kleur met in goud een voorstelling van Sint-Maarten die zijn mantel snijdt om te delen met de bedelaar. Het wapen is niet gekroond en kent geen schildhouder(s).

### Tweede blazoenering
De tweede, en dus huidige, blazoenering luidt als volgt:
Gedeeld 1. gedwarsbalkt van tien stukken van goud en van keel 2. in lazuur een Sint-Maarten te paard, zijn mantel delend met een arme, het geheel van goud.
Het wapen is ongewijzigd, alleen de omschrijving is gemoderniseerd.

## Geschiedenis
Het oudste bekende zegel van Genk stamt uit de 15e eeuw. Dit zegel toont het wapen van Loon en de beschermheilige van de stad: Martinus van Tours, of Sint-Maarten. Het wapen van Loon is op historische grond gebruikt, omdat Genk in 13e eeuw bij het Land van Loon kwam. In de 14e eeuw ging het gebied over naar de bisschoppelijke tafel van Luik. Hoewel het vanaf de 14e eeuw dus bij Luik hoorde, volgde de schepenbank het Loonse recht. In de 15e eeuw gebruikte de schepenbank een zegel met in het eerste deel het wapen van Loon en in het tweede deel de heilige Maarten. Het gedeelde zegel werd in de 17e eeuw verruild voor een zegel met alleen Sint-Maarten erop.
Na het ancien régime had Genk geen wapen. Vanaf 27 juli 1907 had de stad wel per koninklijk besluit officieel een vereenvoudigd zegel als symbool, dit zegel werd ontworpen op basis van het 17e-eeuwse zegel. Op dit zegel stond alleen die heilige, zonder de dwarsbalken van het Land van Loon. Dit zegel bleef in gebruik tot 1951. In dat jaar kreeg de gemeente het wapen dat tot op heden wordt gebruikt.
Het wapen komt ook terug op de vlag van Genk. De vlag bestaat uit twee gelijke delen blauw en geel. Op het midden van de gedeelde vlag staat het schild, waardoor de blauwe helft van het wapen op het gele deel van de vlag staat en het gedwarsbalkte deel op het blauwe.

## Vergelijkbare wapens
Het wapen van Genk stamt af van het wapen van Loon en kan daardoor met de volgende wapens vergeleken worden:

Wapen van de graven van het graafschap Loon
Het wapen van Loon en alle afgeleide wapens daarvan
Het wapen van het Prinsbisdom Luik
Het wapen van de Belgische provincie Limburg
Het wapen van Borgloon